# Hermann Bruno Otto Blumenau
Pour les articles homonymes, voir Blumenau (homonymie).
Hermann Bruno Otto Blumenau, (Hasselfelde, 26 décembre 1819 - Brunswick, 30 octobre 1899), fut un administrateur et chimiste allemand, fondateur de la ville brésilienne de Blumenau, dans l'État de Santa Catarina.

## Biographie
Entre 1836 et 1840, il fait des études secondaires en pharmacie dans l'optique d'étudier la chimie à l'université.
De 1840 à 1841, il travaille dans une pharmacie de sa ville natale, puis à Erfurt. Il y rencontre Alexander von Humboldt et Justus von Liebig. Lors d'un voyage à Londres, il fait la connaissance du consul général[Lequel ?] au Brésil, ce qui lui donne l'idée d'émigrer dans ce pays.
De retour en Allemagne, il s'inscrit en 1844 à l'université d'Erlangen, dont il sort docteur en chimie en 1846.
Lors de son premier voyage au Brésil, il y reste deux ans. En 1850, de retour dans ce pays, il fonde la colonie São Paulo de Blumenau. De 1850 à 1859, il travaille à la colonie et pour laquelle il obtient une licence d'exploitation.
En 1860, l'État brésilien reconnaît la colonie, dont Hermann Blumenau devient le premier directeur officiel, sous la responsabilité de l'État de Santa Catarina. La localité compte alors 947 habitants et croît rapidement (15 000 habitants en 1880, 270 000 aujourd'hui[Quand ?]).
En 1884, Hermann Blumenau rentre en Empire allemand et s'installe à Brunswick en duché de Brunswick, avec la femme qu'il a épousée en 1867 et ses trois fils. Il y meurt en 1899.

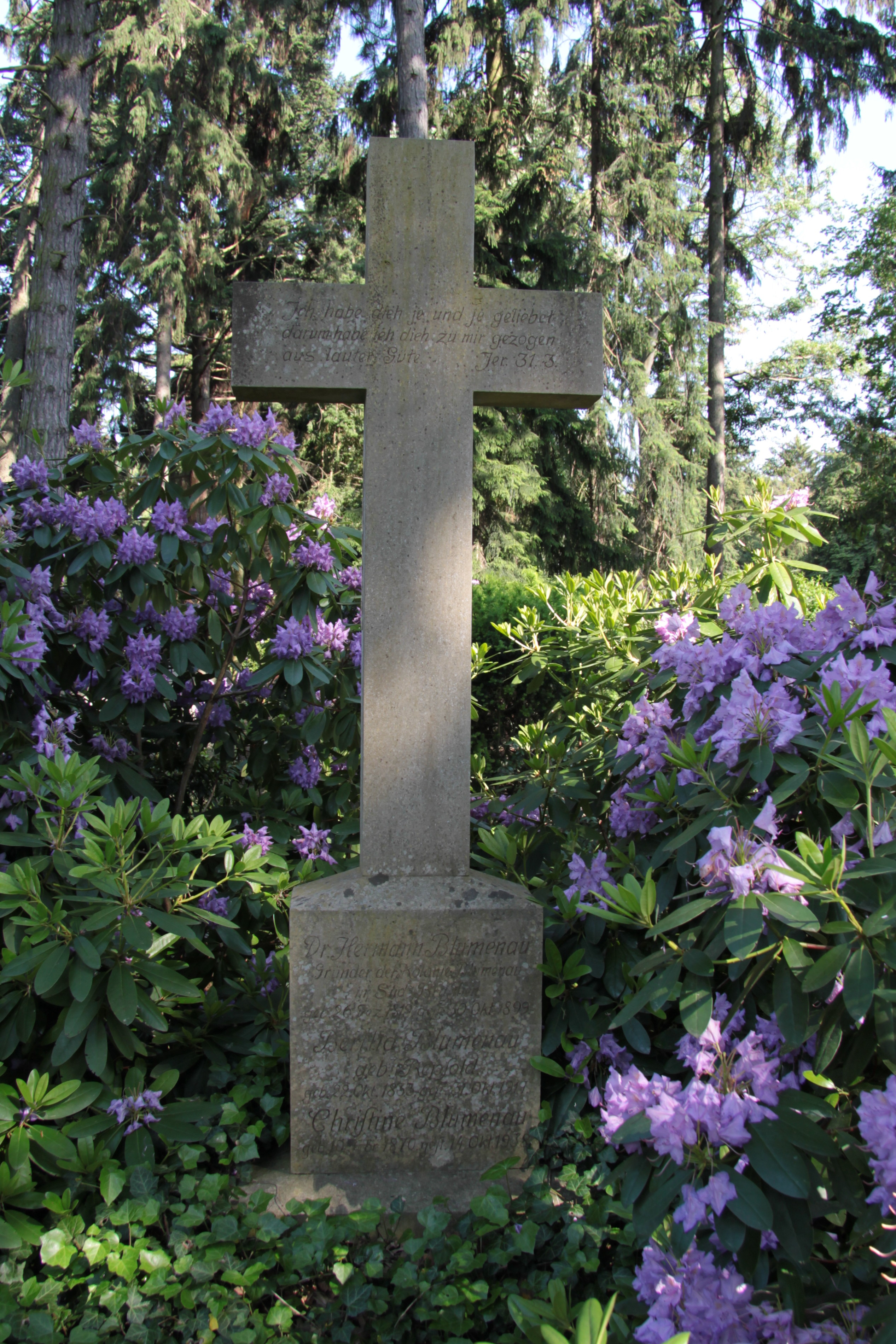
Pierre tombale de Hermann Blumenau au, Helmstedter Straße

## Éponymie
L'épithète spécifique d’Eithea blumenavia, espèce d’Amaryllidaceae récoltée par Hermann Blumenau sur l'île de Santa Catarina, lui rend hommage.